# 福武電気鉄道デハ20形電車
福武電気鉄道デハ20形電車（ふくぶでんきてつどうデハ20がたでんしゃ）は、福井鉄道の前身事業者で、後の福井鉄道福武線に相当する路線を敷設・運営した福武電気鉄道が、1933年（昭和8年）より導入した電車である。
福井鉄道発足後の1947年（昭和22年）に形式称号をモハ60形と改め、さらに1968年（昭和43年）に2両が2車体連接車に改造されて160形と形式区分された。モハ60形として残存した車両は1971年（昭和46年）まで、連接車160形に改造された車両は1997年（平成9年）まで、それぞれ運用された。
以下、本項では福武電気鉄道デハ20形として導入された車両群を「本形式」と記述する。

## 導入経緯
福井県嶺北地域の都市間鉄道輸送を目的に発足した福武電気鉄道は、1920年（大正9年）9月に南条郡武生町より福井市に至る、地方鉄道法に基く鉄道路線の敷設免許を取得、1925年（大正14年）6月に武生新（現・たけふ新） - 福井新（現・赤十字前）間17.8 kmが全線開通した。
ただし、終点の福井新駅は福井市の中心街の手前を流れる足羽川の対岸に位置していたことから、次いで福武電気鉄道は福井市中心部への路線延伸を計画した。1927年（昭和2年）10月に福井新より北国街道上に併用軌道線を敷設して国有鉄道の福井駅に至る、軌道法に基く延長線（福井市内軌道線）の特許を取得、1933年（昭和8年）10月15日に福井新 - 鉄軌道分界点 - 福井駅前間2.0 kmが開通し、福井市中心部への乗り入れが実現した。
この福井市内軌道線の開通に際しては、軌道線区間専用の高床式小型2軸ボギー電車デハ20形21・22の2両を日本車輌製造東京支店にて新製、軌道線開通と同日の10月15日付竣功届出にて運用を開始した。翌1934年（昭和9年）には日本車輌製造本店にて新製したデハ23・デハ24の2両が増備され、本形式は計4両となった。
本形式は当初より軌道線区間に限定した運用を前提に設計・製造されたため、車体長14 - 15 m程度を標準とした従来車よりも小型の10 m級半鋼製車体を備え、福井新 - 福井駅前間の区間運転に充当された。

## 車体
車体長9,400 mm・車体幅2,400 mmの、構体主要部分を普通鋼製とした半鋼製車体を備える。一段落とし窓式の窓構造や腰高な窓位置などは、1930年（昭和5年）に導入された同じく日本車輌製造製のデハ10形とも共通するが、前述の通り本形式は軌道線区間の運用を考慮して小型車体を採用したため、各部寸法は全く異なる。
前後妻面に運転台を備える両運転台構造を採用、妻面形状は曲率8,000 Rの緩い円弧を描く丸妻形状とし、690 mm幅の前面窓を3枚均等配置した。前照灯は妻面腰板中央部に前後各1灯、後部標識灯は妻面腰板下部の向かって左側へ前後各1灯、それぞれ設置した。妻面中央窓上部の幕板部には行先表示幕が設置されたが、これは後年埋め込み撤去されている。その他、併用軌道区間における運用を考慮して前後妻面の連結器直下には救助網（排障器）を設置した。
側面には750 mm幅の片開式客用扉を片側2箇所設置し、客用扉間には690 mm幅の側窓を7枚配置した。各客用扉の直下には内蔵ステップを設置し、客用扉および戸袋部に相当する箇所の車体裾部が一段引き下げられているほか、併用軌道区間における路面からの乗降を考慮して各客用扉には1段折り畳み式の外付け乗降ステップが設置された。また客用扉の外方、乗務員スペースに相当する箇所にも690 mm幅の側窓を前後各1枚設置し、側面窓配置は1 D 7 D 1（D：客用扉、各数値は側窓の枚数）である。
各車の屋根上には通風器としてお椀形ベンチレーターを屋根部左右に各3基、1両あたり6基設置した。
車内はロングシート仕様で、側窓上部には荷棚を、天井部にはつり革をそれぞれ設置した。また、天井部には白熱灯仕様の車内照明を1両あたり3基、併せて設置した。

## 主要機器
制御装置は、福武電気鉄道においては既に前述したデハ10形にて総括制御が可能な間接非自動制御（HL制御）方式が採用されていたが、本形式は併用軌道区間における単行運用を前提に導入されたため、構造の単純な直接制御方式を採用、芝浦製作所（現・東芝）RB-200B直接制御器を前後運転台に各1基搭載する。
主電動機は同じく芝浦製作所製の直流直巻電動機（定格出力37.3 kW）を採用、各台車の内側軸（第2・第3軸）へ1両あたり2基搭載する。
台車は鋳鋼組立形の軸ばね式台車である日本車輌製造C-9を装着する。日本車輌製造C形台車は、日本車輌製造が路面電車および小型郊外電車向けに設計・製造した台車形式であり、本形式が装着するC-9台車の固定軸間距離は1,500 mm、車輪径は860 mmである。
制動装置はSM-3直通空気ブレーキを常用制動として使用、手用制動を併設する。
集電装置は通常の菱形パンタグラフを1両あたり1基搭載したが、後年小型の菱形パンタグラフを背高形のパンタグラフ台座を介して搭載する形態に改められた。
前後妻面には並形自動連結器を装着する。デハ21・デハ22は復元ばねを省略した簡易型連結器仕様としたが、デハ23・デハ24はシャロン式下作用形の一般的な並形自動連結器に変更された。また、本形式は単行運転を前提に設計・製造されたことから、前後妻面には連結器のみを装着し、ジャンパ栓やブレーキ管などは一切省略された。

## 運用

### 太平洋戦争前後
導入後は福井新 - 福井駅前間の区間運転専用車両として運用された。開通当初の軌道線は武生新方面からの直通列車は設定されず、福井新にて軌道線への乗り換え連絡輸送が行われた。間もなく軌道線区間は福井新 - 福井駅前間の折り返し運転に加えて武生新方面からの列車の直通運転も開始され、連絡輸送は解消した。
太平洋戦争の激化に伴う戦時体制への移行により、陸上交通事業調整法を背景とした地域交通統合の時流に沿う形で、福武電気鉄道は南越鉄道・鯖浦電気鉄道の2社を相次いで吸収合併し、福井鉄道と社名を変更した。合併に際して福井鉄道は被合併事業者各社の保有する鉄道車両を継承したが、一部の車両形式にて記号番号の重複が生じたことから、終戦後の1947年（昭和22年）8月15日付で全車両を対象とした形式称号改訂（大改番）が実施された。この大改番に際して本形式はモハ60形と形式称号を改め、記号番号は旧番順にモハ61 - モハ64と変更された。
1948年（昭和23年）6月に発生した福井地震において、モハ61が福井駅前にて被災し車体を全焼した。モハ61は同時に被災したモハ10形11とともに修繕のため大阪・広瀬車両へ送られ、同年12月に焼損した車体を修復する形で復旧された。修復に際しては外板の張替えが施工されて構体が全溶接のノーリベット構造となったほか、側窓構造が原形の一段落とし窓から二段上昇窓に変更され、また屋根上の通風器がガーランド形ベンチレーターに交換された。
その他、後年全車を対象に前照灯の屋根上への移設・後部標識灯の増設など小改造が実施された。

### 鉄道線区間への転用
1967年（昭和42年）に、福井鉄道は鉄道線区間の輸送力増強を目的として本形式を鉄道線区間へ転用することとした。従来本形式が運用された併用軌道区間には、北陸鉄道より同社金沢市内線にて運用されていた路面電車形車両を譲り受け、併用軌道区間専用車両（モハ500形・モハ510形）として導入した。
前記2形式の導入に際して、本形式は台車を他形式より転用した「加藤ボールドウィン」「加藤BW」などと呼称される加藤車輌製作所製のボールドウィンA形タイプの釣り合い梁式台車（固定軸間距離2,135 mm）に換装し、従来装着した日車C-9台車をモハ500形・モハ510形へ転用した。
鉄道線区間転用後の本形式は、主に福武線・鯖浦線にて運用された。

### 2車体連接車化
1960年代後半より、福井鉄道は輸送力増強のため従来単行運用が主であった在籍車両の2両固定編成化改造を順次施工した。他形式と比較して車体が小型で収容力の劣る本形式もその対象となり、モハ61・モハ62の固定編成化改造が1968年（昭和43年）11月に施工された。ただし、モハ61・モハ62については他形式とは異なり、2車体3台車構造の連接車化、および構体の改造を伴う大規模な改造となった。
車体は連結面となる側の運転台を完全撤去して客室化したほか、前後妻面を屋根部を含め「カマボコ形」と形容される切妻形状に改めた上で、前面窓を細いピラーによって区切った2枚窓構造とした。この前面窓部分には窓下端部付近を支点とした5度の後傾角を設けた。前照灯は前面幕板部へ露出して取り付けられ、後部標識灯については従来通り前面腰板下部の左右に各1灯設置した。連結面には貫通路および貫通幌を新設し、窓は省略された。側面については客用扉が1,000 mm幅に拡幅されたほか、運転台部分に乗務員扉が新設され、1両あたりの窓配置はd D 7 D 1（d：乗務員扉、D：客用扉、各数値は側窓の枚数）と変化した。
その他、客用扉の自動扉化、車内木部の更新、車内放送装置の新設など接客設備の体質改善が施工された。
主要機器面では、連接車化改造のほか、制御方式を間接非自動制御（HL制御）に改め、主電動機を芝浦SE-131-A（定格出力37.5 kW、歯車比3.28）に交換して両端台車に各2基、一編成あたり計4基搭載、制動装置はSME非常直通ブレーキに改造した。固定編成化に伴い、主要機器の配置はモハ61へ電動発電機 (MG) および電動空気圧縮機 (CP) など補助機器を、モハ62へ制御装置および抵抗器など主回路機器をそれぞれ搭載する形態に改められた。台車は両端部・連接部とも改造以前からの加藤ボールドウィン台車を装着した。その他、併用軌道区間における信号制御の都合からモハ61のパンタグラフは撤去され、1編成あたり1基搭載となった。
改造後のモハ61・モハ62は160形と形式称号を改め、記号番号は福井新向き先頭車となるモハ61がモハ161-2、武生新向き先頭車となるモハ62がモハ161-1とそれぞれ改番された。なお、モハ161-2（元モハ61）固有の側面窓構造やベンチレーターなどには手を加えられなかったため、モハ161-1（元モハ62）との外観は統一されず、モハ161-2の震災被災復旧車としての特徴は連接車化改造後も残された。

### 後年の動向から退役まで
連接化改造の対象から除外されたモハ63・モハ64のうち、モハ63は1969年（昭和44年）に電装品および運転関連機器を撤去して付随車サハ60形63と形式・記号番号を改めた。付随車化に際しては台車がBW78-25-Aに交換されたほか、搭載する制動装置をSCE非常直通ブレーキと公称したが、実際は原形のSM-3直通ブレーキのままであり、また前後妻面へのブレーキ管の追設も行われなかったため、現車は純然たるトレーラーであった。
唯一原形のまま残存したモハ64は前述モハ63の電装解除に伴ってモハ63（2代）と改番され、鯖浦線にて運用されたのち、鯖浦線織田 - 西田中間の部分廃止に先立つ1969年（昭和44年）9月に余剰廃車となった。また、サハ63についても老朽化を理由に1971年（昭和46年）9月に廃車され、2軸ボギー構造で存置された2両は全廃となった。
一方、160形は主に鯖浦線から福武線福井方面への直通列車運用に充当され、1973年（昭和48年）9月の鯖浦線全線廃止に際しては特別装飾を施し記念列車として運行された。
鯖浦線廃止後は福武線に再転属し、1981年（昭和56年）には台車が日車ボールドウィン形と称する日本車輌製造製のボールドウィンA形タイプ台車に、主電動機が三菱電機MB-64C（定格出力48.5 kW）に、それぞれ換装された。その後は1985年（昭和60年）にワンマン運転対応改造が、1989年（平成元年）にモハ161-1への霜取り用パンタグラフの増設が、1992年（平成4年）12月には自動列車停止装置 (ATS) の車上装置取り付けが順次施工された。
後年の新型車両導入に伴って、小型車体ゆえ他形式と比較して収容力が劣る160形の運用機会は減少したものの、160形は福井鉄道にて平成年代以降に在籍した車両形式では唯一の間接非自動加速制御（HL制御）車であったことから、間接自動加速制御仕様の他形式と比較して運転操作が容易である点が買われ、新人乗務員の運転教習用車両としても用いられた。
その後、160形は600形の導入に伴って代替されることとなり、1997年（平成9年）9月14日と翌15日の2日間にわたって退役記念イベント（さよなら運転）が実施された。160形モハ161-1・モハ161-2は同年9月17日付で除籍され、これにより福武電気鉄道デハ20形として導入された車両群は全廃となった。

## 保存車両
除籍後、160形はモハ161-1・モハ161-2とも解体処分を免れ、編成を1両ずつに分割し、それぞれ静態保存された。
モハ161-1は元福井鉄道社員の個人へ譲渡され、越前市の旧南越線村国駅跡にて静態保存された。2023年（令和5年）6月に解体予定があると報じられたが、神奈川県在住の個人が譲り受け、同年12月に茨城県土浦市の鉄道車両修復・保管スペースの首都圏電車区（旧首都圏保存車両ヤード）に移設された。
一方、モハ161-2は同車がモハ61として運用されていた当時に福井地震によって被災した震災復旧車であったことから福井市へ譲渡され、福井市立美術館に隣接する下馬中央公園にて静態保存された。こちらは保存開始から15年以上を経過して車体各部の傷みが進行したため、福井市は2014年（平成26年）度に修繕のための予算を計上、車体の修繕および再塗装、ならびにモハ161-2が福井地震の被災車両である旨を説明する案内表示板の更新を行った。
2015年以降震災記念日に併せ、毎年車両内部公開が行われている。